# La Révolte des morts-vivants
Série cycle des Templiers
Le Retour des morts-vivants
(1973)
Pour plus de détails, voir Fiche technique et Distribution.
La Révolte des morts-vivants  (La noche del terror ciego) ou (La révolte des templiers) au Québec, est un film hispano-portugais réalisé par Amando de Ossorio, sorti en 1972. Il constitue le premier volet du cycle des Templiers de ce réalisateur, portant sur des Templiers revenant parmi les vivants.

## Synopsis
A Lisbonne, Virginia retrouve par hasard Betty, son ancienne camarade de chambre à l’internat. Roger, ami de Virginia, leur propose de partir en train passer le weekend à la campagne. La séduction naissante entre ses deux amis rend Virginia jalouse, et le souvenir d’une expérience lesbienne avec Betty la met encore plus mal à l’aise.
Elle saute du train en marche et se retrouve dans un village fantôme, où elle s’apprête à passer la nuit. Mais des Templiers zombies aveugles en quête de chair fraîche vont l’empêcher de dormir. Elle sera retrouvée morte le lendemain, couverte de morsures et vidée de son sang. Betty et Roger décideront d'enquêter.

## Fiche technique
- Titre français : La Révolte des morts-vivants
- Titre original : La noche del terror ciego
- Réalisation : Amando de Ossorio
- Scénario : Amando de Ossorio
- Photographie : Pablo Ripoll
- Musique : Antón García Abril
- Pays de production :  Espagne et  Portugal
- Durée : 101 minutes
- Date de sortie : 10 avril 1972
- Classification : Interdit aux moins de 12 ans

## Distribution
- Lone Fleming : Betty Turner
- César Burner (VF : Michel Barbey) : Roger Whelan
- María Elena Arpón : Virginia White (créditée Helen Harp)
- José Thelman (VF : Gérard Dessalles) : Pedro Candal (Joseph Thelman)
- Rufino Inglés (VF : Jacques Berthier) : L'inspecteur Oliveira
- José Camoiras (VF : Gérard Dessalles) : L'officier Martin
- Verónica Llimera : Nina
- Simón Arriaga : Le gardien de la morgue
- Francisco Sanz : Le professeur Candal
- Juan Cortés : Le coroner
- Andrés Isbert : Le fils du conducteur de train
- Antonio Orengo : Le conducteur de train
- María Silva : Maria
- Carmen Yazalde : la jeune fille sacrifiée (non créditée)

## Films du cycle des templiers
- La révolte des morts-vivants (1972)
- Le retour des mort-vivants (1973)
- Le monde des morts-vivants (1974)
- La Chevauchée des morts-vivants (1975)